# فرانك فنسنت (محامي)
فرانك فنسنت (بالإنجليزية: Frank Vincent)‏ هو قاضي ومحامي أسترالي، ولد في 3 أكتوبر 1937.